# Afrokariben im Vereinigten Königreich

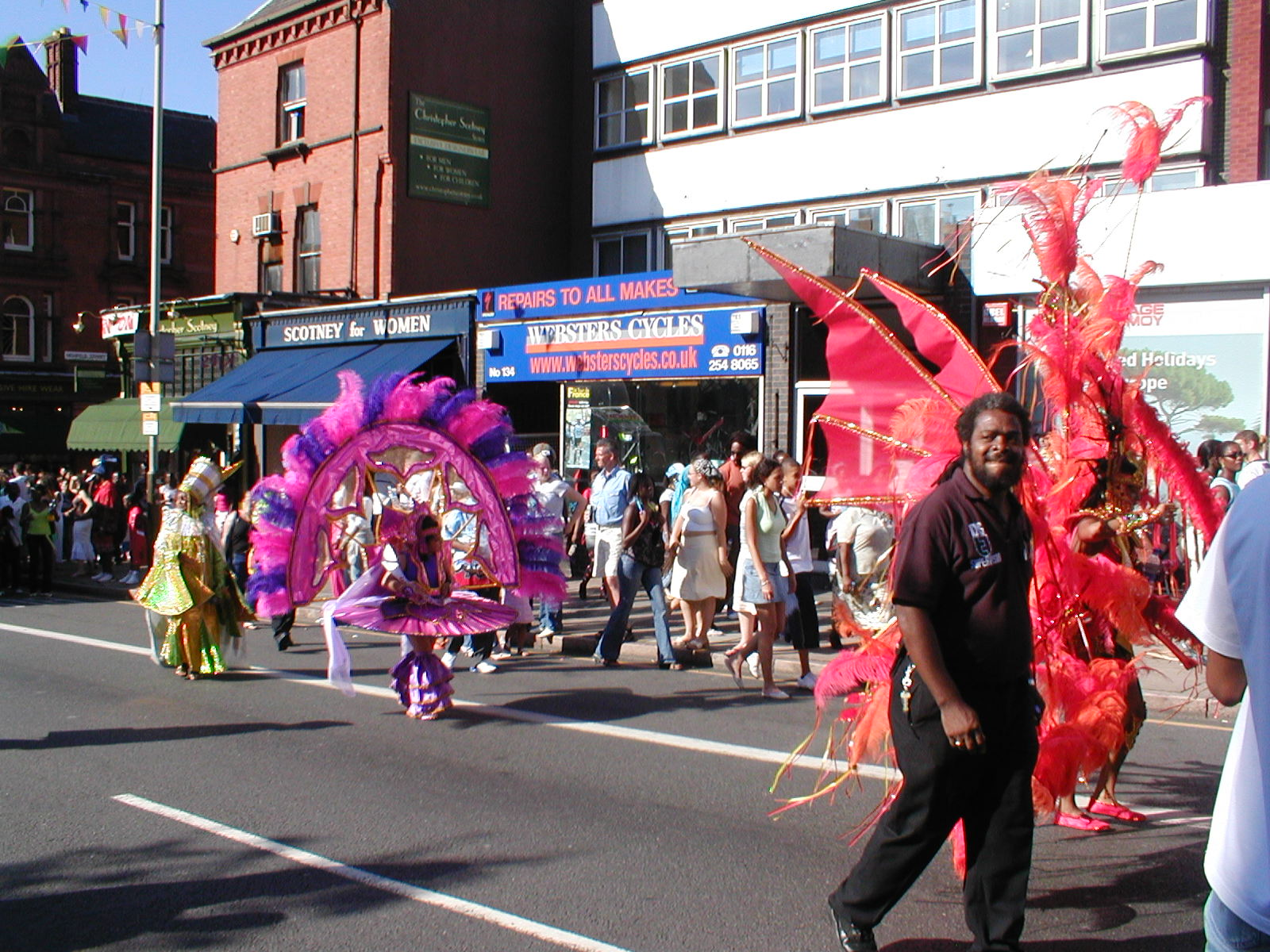
Karibischer Karneval in Leicester, Großbritannien.

Mit Afrokariben im Vereinigten Königreich ist die schwarze britische Bevölkerung gemeint, die ursprünglich aus Britisch-Westindien stammt und die selbst von Menschen abstammt, die zwischen dem 16. und 19. Jahrhundert als Sklaven aus Afrika nach Amerika gebracht wurden.
Die überwiegende Mehrheit der afrokaribischen Bevölkerung im Vereinigten Königreich ist jamaikanischer und trinidadischer Abstammung. Sie können aber auch aus einer Vielzahl anderer Staaten und abhängiger Gebiete stammen, darunter St. Kitts und Nevis, Barbados, St. Lucia, Grenada, Montserrat, Dominica, Anguilla, Antigua und Barbuda, St. Vincent und die Grenadinen sowie Guyana. Diese Staaten gehören alle zum amerikanischen Kontinent, haben eine karibische Kultur und zählten historisch zu den britischen Kolonien in diesem Teil der Erde. Eine Reihe dieser Einheiten sind Britische Überseegebiete, deren Staatsangehörige daher „British Overseas Territories Citizens“ (BOTC) sind und die deshalb seit dem British Overseas Territories Act 2002 die volle britische Staatsbürgerschaft besitzen.

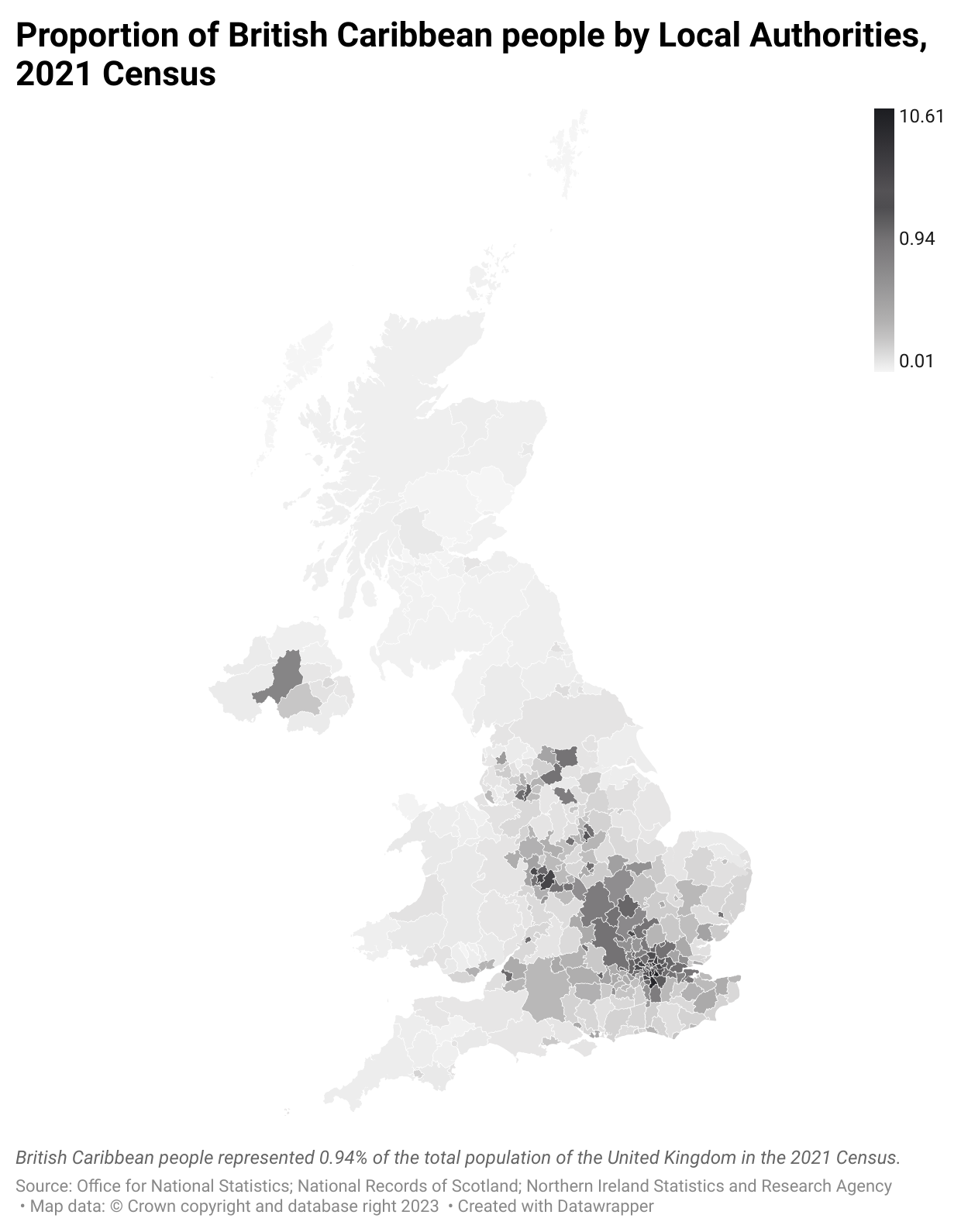
Verteilung der Afrokariben im Vereinigten Königreich (Census 2021)

Die Afrokariben sind zwar über ganz Großbritannien verstreut, konzentrieren sich jedoch besonders auf London, Birmingham und die West Midlands. Auch in anderen Großstädten gibt es bedeutende afrokaribische Gemeinden, darunter Manchester, Nottingham, Leicester, Bristol, Leeds, Sheffield, Liverpool und Cardiff. In diesen Städten ist die Gemeinschaft traditionell mit einem bestimmten Stadtteil oder Gebiet verbunden, wie zum Beispiel Chapeltown in Leeds oder St. Pauls in Bristol.

## Statistik
Rund 566.000 Menschen im Vereinigten Königreich waren 2001 dieser Gruppe zuzurechnen. Im Zensus 2021 bezeichneten sich 623.119 Menschen in England und Wales als Afrokariben, das sind 1 % der Gesamtbevölkerung.

## Geschichte
Afrokaribische Völker sind ursprünglich Nachkommen westafrikanischer Völker, die von afrikanischen Sklavenhaltern gefangen genommen oder gekauft wurden. Anschließend wurden Afrikaner an Bord von Schiffen in britische, französische, niederländische, dänische, spanische oder portugiesische Kolonien deportiert. Nach ihrer Ankunft wurde die Mehrheit der Afrikaner zur Zwangsarbeit auf den riesigen Zuckerrohr-Plantagen eingesetzt, die für die karibischen Länder charakteristisch waren und den Kolonialmächten zugutekamen.
Auswanderung aus der Karibik nach Großbritannien war vor dem Zweiten Weltkrieg ein wenig verbreitetes Phänomen, und nur wenige Menschen haben sie tatsächlich erlebt. Im 18. und 19. Jahrhundert war es jedoch durchaus üblich, dass reiche Plantagenbesitzer in der Karibik, die Kinder mit einer schwarzen Sklavin oder einer freigelassenen schwarzen Sklavin hatten, ihre Kinder nach Großbritannien schickten, um ihnen eine Ausbildung zum Gentleman zu ermöglichen. Ein berühmtes dieser Kinder gemischter Herkunft war Nathaniel Wells, der wohlhabender Besitzer eines Herrenhauses in Monmouthshire wurde. John Stewart und Peter McLagan, beide Söhne eines britisch-karibischen Plantagenbesitzers und einer afro-karibischen Mutter, sowie Henry Redhead Yorke, Sohn eines Westinders gemischter Abstammung, wurden im 19. Jahrhundert beide in das britische Unterhaus gewählt.
Es gibt Hinweise auf die Existenz kleiner schwarzer Gemeinden in den Häfen von Cardiff, Liverpool und South Shields in der Mitte des 19. Jahrhunderts. Diese Gemeinschaften bestanden aus freigelassenen Sklaven nach der Abschaffung der Sklaverei. Diese frühen Einwanderer wurden hauptsächlich als Hausangestellte oder Kutscher beschäftigt. Im Ersten Weltkrieg wurden Kariben in der britischen Armee und in Munitionsfabriken eingesetzt, wodurch ihre Präsenz im Mutterland immer stärker wurde. 1915 wurde ein British West Indies Regiment mit über 15.000 Mann aufgestellt, eingesetzt für Hilfsdienste für die kämpfende Truppe wie beispielsweise Munitionstransporte.
Nach dem Zweiten Weltkrieg migrierten viele Afrokariben nach Nordamerika und Europa, insbesondere in die USA, nach Kanada, Großbritannien und in die Niederlande. Aufgrund der hohen britischen Verluste an Menschenleben während des Krieges förderte die britische Regierung die Masseneinwanderung von Einwohnern des Britischen Empire und der Commonwealth-Länder, um dem Mangel an Arbeitskräften zu begegnen. Mit dem British Nationality Act 1948 erhielten alle in den Commonwealth-Ländern ansässigen Personen die britische Staatsbürgerschaft sowie das Recht auf Einreise, Ausreise und Aufenthalt auf britischem Boden. Viele Bewohner der britischen Kolonien fühlten sich von den neuen Aussichten angezogen, die ihnen das sogenannte „Mutterland“ bot.

### Die „Windrush-Generation“

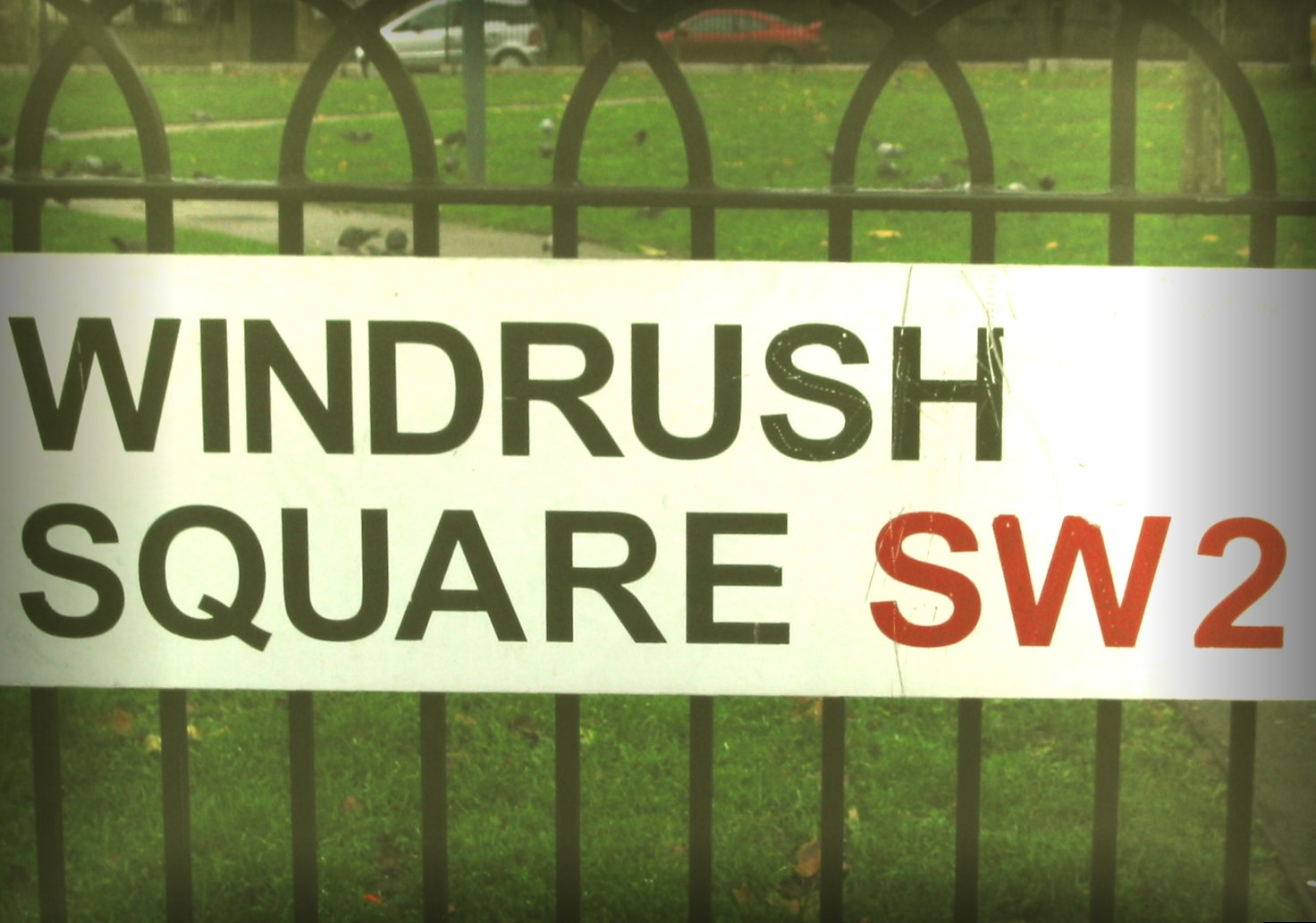
Im Jahr 1998 wurde ein Platz im Londoner Stadtteil Brixton in Windrush Square umbenannt, um an den fünfzigsten Jahrestag der Ankunft der Afrokariben in Großbritannien zu erinnern

Mit dem Schiff Empire Windrush landete am 22. Juni 1948 eine erste Gruppe von Einwanderen in Tilbury, einem Seehafen am Unterlauf der Themse. Die Windrush war auf der Reise von Australien über den Atlantik nach England und machte Zwischenstopps in Kingston auf Jamaika und Port of Spain auf Trinidad und Tobago. In einer jamaikanischen Zeitung erschien eine Anzeige, in der jedem, der zum Arbeiten ins Vereinigte Königreich auswandern wollte, Transportmöglichkeiten zu einem Spottpreis angeboten wurden. Die Neuankömmlinge wurden vorübergehend in den Luftschutzbunkern von Clapham South im Südwesten Londons untergebracht, weniger als zwei Kilometer von der Coldharbour Lane Road in Brixton entfernt.
Obwohl viele von ihnen geplant hatten, nur ein paar Jahre in Großbritannien zu bleiben, und einige von ihnen in die Karibik zurückkehrten, um in den Dienst der Royal Air Force zu treten, beabsichtigten die meisten, sich dauerhaft niederzulassen. Die Ankunft dieser Einwanderer war ein bedeutender Meilenstein in der Geschichte des heutigen Großbritanniens, und die Bilder dieser Einwanderer, die beim Anlanden aufgenommen wurden, wurden ikononisch für die Anfänge der multikulturellen Gesellschaft Großbritanniens.
Im Nachkriegs-Großbritannien herrschte ein enormer Bedarf an Arbeitskräften und Arbeitgeber wie British Rail, der National Health Service und öffentliche Verkehrsbetriebe warben fast ausschließlich auf Jamaika und der Insel Barbados an. Obwohl die Regierung mit ihrer Einwanderungskampagne die Ankunft von Afrokariben auf britischem Boden förderte, waren die Neuankömmlinge mit Diskriminierung und starkem Rassismus seitens bestimmter Teile der britischen Gesellschaft konfrontiert. Diese Ablehnung hatte tiefe und nachhaltige Auswirkungen auf die afrokaribische Gemeinschaft und ihr Verhältnis zur Gesellschaft als Ganzes. Die ersten afrokaribischen Einwanderer fanden Arbeit im privaten Sektor, ihnen wurde jedoch aufgrund ihrer Hautfarbe eine Wohnung verweigert. Die Wohnungsnot der Nachkriegszeit führte zu ersten Konflikten zwischen Afrokariben und der weißen britischen Bevölkerung. In den 1950er Jahren dauerten die Konflikte an und eskalierten, wobei es in Städten wie London, Birmingham und Nottingham zu Unruhen kam. Im Jahr 1958 führten Angriffe weißer Jugendlicher auf die afrokaribische Gemeinschaft im Londoner Stadtteil Notting Hill zur Gründung des Notting Hill Carnival im Jahr 1959, der durch die starke Präsenz von Kariben aus Trinidad und Tobago initiiert wurde und als positive Reaktion der afrokaribischen Gemeinschaft gedacht war. Im Jahr 1962 verabschiedete die britische Regierung den Commonwealth Immigrants Act, ein Dekret zur Beschränkung der Einreise von Einwanderern nach Großbritannien. Bis 1972 durften nur Einwanderer mit einer Arbeitserlaubnis oder solche, deren Eltern oder Großeltern britischer Abstammung waren, nach Großbritannien zurückkehren. Dadurch wurde die Einwanderung aus Britisch-Westindien effektiv eingedämmt. Trotz dieser Gegensteuerungsmaßnahmen war eine ganze Generation von Briten afrokaribischer Herkunft entstanden, die auf allen Ebenen in die britische Gesellschaft integriert war. Die Zahl der in Britisch-Westindien geborenen Briten stieg von 15.000 im Jahr 1950 auf 172.000 im Jahr 1961 und dann auf 304.000 im Jahr 1981.

## Soziale und politische Fragen
In der Vergangenheit haben sich Gemeindezentren mit Problemen innerhalb der Gemeinschaft befasst, darunter Polizeigewalt und Probleme mit der Unterbringung von Afrokariben. Ein solches Gemeindezentrum war die Gloucestershire West Indian Association, die 1962 gegründet wurde. Solche Zentren halfen Afrokariben, Kontakte zu knüpfen, ohne das Risiko einer möglichen Rassendiskriminierung einzugehen. Sie ernannten einen Community Relations Officer, dessen Aufgabe darin bestand, als Bindeglied zwischen der Community und der britischen Gesellschaft im weiteren Sinne, einschließlich des Establishments, zu fungieren.
Die britischen Black Panthers, eine 1968 gegründete antirassistische Bewegung, deren Mitglieder hauptsächlich afrokaribische und südasiatische Einwanderer in das Vereinigte Königreich waren, wurden in ihrem Kampf gegen Diskriminierung von den amerikanischen Black Panthers inspiriert. Sie trugen dazu bei, das Bewusstsein für das weitgehend unbekannte und unterschätzte Problem des „institutionellen Rassismus“ in Großbritannien zu schärfen, und führten zwischen 1969 und 1973 zahlreiche Kampagnen für einen besseren Zugang zu Wohnraum, Bildung, Gesundheitsversorgung, Rechtshilfe, Beschäftigung und gegen Polizeigewalt durch.
Obwohl die Afrokariben im Vereinigten Königreich keinen formellen oder informellen Beschränkungen hinsichtlich ihrer politischen Beteiligung unterliegen, sind sie in der lokalen und nationalen Politik unterrepräsentiert. Darüber hinaus gibt es zahlreiche Hinweise darauf, dass Afrokaribiker von britischen Behörden, Gerichten, der Strafjustiz und der Polizei benachteiligt behandelt werden. Studien legen nahe, dass die Gleichgültigkeit von Finanzinstituten wie Versicherungsmaklern gegenüber bestimmten regionalen Stadtgebieten sich überproportional nachteilig auf die Gemeinschaft auswirkt.
Trotz der Bemühungen, Diskriminierungsprobleme anzugehen, werden dem britischen Schulsystem häufig rassistische Vorurteile vorgeworfen, da die Geschichte und Kultur der Schwarzen im Lehrplan unterrepräsentiert sei. In einer Studie des Sprach- und Bildungsspezialisten Professor Viv Edwards mit dem Titel The Caribbean Language Issue in British Schools wurde die Sprache – das von den Schülern gesprochene Kreolisch – als ein wesentlicher Faktor identifiziert, der karibische Kinder an britischen Schulen benachteiligt. Die Studie verweist auf die negative Haltung der Lehrer gegenüber allen nicht standardmäßigen Varianten der englischen Sprache und stellt fest: „Ein Lehrer, der die Probleme eines kreolisch sprechenden Kindes in einer Situation mit britischem Englisch nicht erkennt oder nicht bereit ist, dies zu tun, kann nur zu dem Schluss kommen, dass das Kind dumm ist, wenn es entweder eine unangemessene oder überhaupt keine Antwort gibt. Stereotype stigmatisieren die Kreolsprache und bringen sie oft mit mangelnden akademischen Fähigkeiten in Verbindung.“.

## Afrokaribische Kultur im Vereinigten Königreich

### Karneval
Afrokaribische Gemeinschaften organisieren und beteiligen sich jedes Jahr an Karnevalsveranstaltungen im gesamten Vereinigten Königreich. Der bekannteste davon ist der Notting Hill Carnival, der mittlerweile zu einem multikulturellen Ereignis geworden ist, das bis zu 1,5 Millionen britische und ausländische Besucher aus der ganzen Welt anzieht und das größte Straßenfest in Europa ist. Die erste Ausgabe dieses Karnevals fand 1964 statt und war damals nur eine einfache Parade der Trinidader zum Gedenken an die Feste ihres Herkunftslandes. Weitere afrokaribische Karnevals finden in Großbritannien statt, darunter der Leicester Caribbean Carnival, der Leeds West Indian Carnival und der Birmingham International Carnival.

### Küche

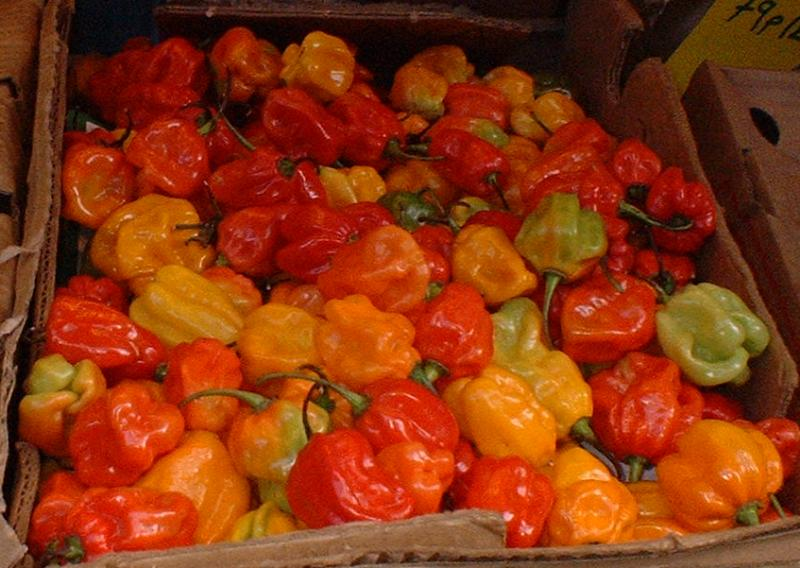
Scharfe Pfefferschoten, die aus der Karibik importiert und auf dem Londoner Brixton Market verkauft werden.

Die ersten Einwanderer aus der Karibik nach dem Krieg befanden sich in einer neuen und untypischen Situation im Hinblick auf die Nahrungsmittelversorgung, hinsichtlich der Verfügbarkeit im Vereinigten Königreich. In späteren Jahren, als die afrokaribische Gemeinde wuchs und der Import von Lebensmitteln einfacher und zugänglicher wurde, begannen in den Hauptstraßen britischer Städte Lebensmittelgeschäfte zu eröffnen, die auf karibische Produkte spezialisiert waren. Karibische Restaurants gibt es heute in den meisten Städten mit einer afrokaribischen Gemeinde. Sie bieten traditionelle karibische Gerichte wie Hühner- und Hammelcurry, Fleischbällchen, Akis und gesalzenen Fisch, flambierte Bananen, Teigtaschen, Roti und andere mit Curry gefüllte Buss-up-Shuts sowie die berühmten Pasteten an. Was den Alkohol betrifft, werden beim Kochen auch Rumsorten wie Cokspur, Appleton oder Angostura verwendet.

### Religion
Mit dem Zustrom von Afrokariben in das Vereinigte Königreich kam es auch zur Einführung religiöser Praktiken, die der nordamerikanischen Religionstradition nahe standen. In Großbritannien gehören viele Afrokariben nonkonformistischen evangelikalen protestantischen Bewegungen an, etwa der Pfingstbewegung oder der Kirche der Siebenten-Tags-Adventisten. Darüber hinaus unterstützten sie vielerorts in England neue Kirchen, die im Laufe ihrer Entstehung oft die Rolle eines Verbindungsglieds und sozialen Zentrums für die Gemeinschaft übernahmen. Der Gottesdienst in einigen dieser Kirchen ähnelt eher den afroamerikanischen Bräuchen als der traditionellen anglikanischen oder englisch-katholischen Liturgie. Auch im britischen Kulturleben spielt Gospelmusik eine große Rolle. Afrokariben spielten bei der Entstehung britischer Gospelchöre oft eine herausragende Rolle. Der berühmteste davon ist der London Community Gospel Choir.
Einige Afrokariben pflegen weiterhin religiöse Glaubensrichtungen wie den Rastafarianismus, der seinen Ursprung in Jamaika hat und sich dort entwickelte. Der Glaube der Rastafari und mit der Rastafari-Bewegung verbundene Symbole wie Dreadlocks und Ganja, das „Weisheitskraut“, verbreiteten sich weit über die Gemeinschaft hinaus und wurden von vielen jungen weißen Briten sowie anderen ethnischen Gruppen übernommen.

### Sprachen und Dialekte
Da Englisch die Amtssprache in Britisch-Westindien war, hatten neu in Großbritannien angekommene afrokaribische Einwanderer weniger Kommunikationsschwierigkeiten als Einwanderer aus anderen Ländern. Trotzdem waren die Briten im Allgemeinen nicht mit den karibischen Dialekten, Kreolsprachen oder dem auf dem Französisch basierenden Patois vertraut, die von den Afrokariben gesprochen wurden, was sich insbesondere im Bildungsbereich als problematisch erwies. In einer Studie des Sprach- und Bildungsexperten Viv Edwards mit dem Titel „The West Indian language issue in British schools“ war allein die Sprache – das von den Schülern gesprochene Kreolisch – ein bedeutender Faktor für die Benachteiligung karibischer Schüler an britischen Schulen. In der Studie wird der Fall negativer Reaktionen von Lehrern auf nicht standardisierten Sprachgebrauch erwähnt.
Während des Integrationsprozesses der Afrokariben in die britische Gesellschaft übernahmen und entwickelten die auf englischem Boden Geborenen instinktiv einen hybriden Dialekt zwischen der karibischen Sprache und regionalen Varianten der britischen Sprache. Eine Studie der Lancaster University hat die Entstehung eines ausgeprägten Akzents mit jamaikanischen Kreollauten in einigen Gebieten Großbritanniens hervorgehoben. Dieses Phänomen, das abwertend als „Jafaican“ bezeichnet wird und wörtlich „falscher Jamaikaner“ bedeutet, wird vom Komiker Sacha Baron Cohen durch seine Figur Ali G parodiert.

## Niederschlag in der Literatur

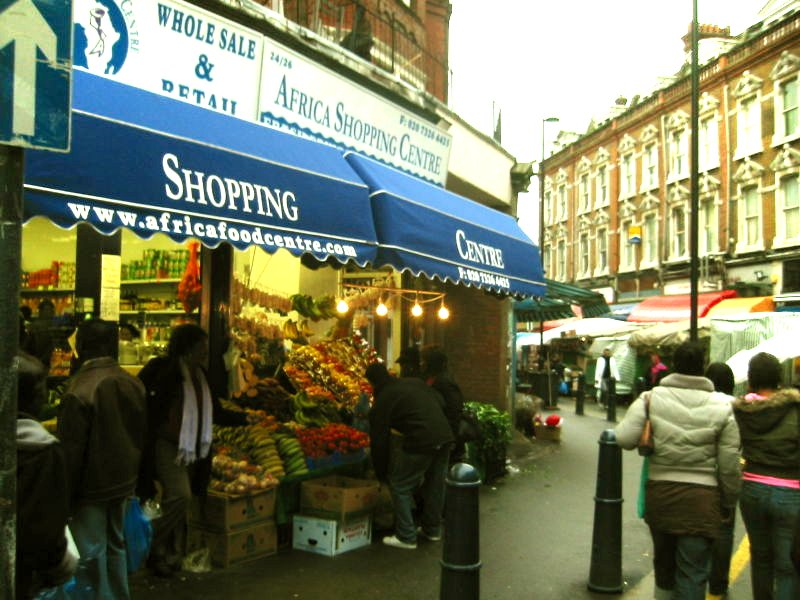
Ein Geschäft in der Electric Avenue, Brixton. 1999 explodierte auf offener Straße eine selbstgebaute Bombe. Der Angreifer, ein Neonazi namens David Copeland, sagte, er habe gezielt die lokale afrokaribische Gemeinschaft ins Visier genommen.

Der jamaikanische Dichter James Berry war einer der ersten gebürtigen karibischen Schriftsteller, der nach der Verabschiedung des British Nationality Act von 1948 englischen Boden betrat und sich im Vereinigten Königreich niederließ. Dieser Bewegung folgten Schriftsteller wie George Lamming und Kamau Brathwaite von der Insel Barbados sowie Samuel Selvon und C. L. R. James aus Trinidad und Tobago, die Jamaikaner Andrew Salkey und Sylvia Wynter sowie die guyanischen Schriftsteller Wilson Harris und Jan Carew. Diese Autoren betrachteten London als Zentrum der britischen Literaturszene und nutzten das BBC-Radioprogramm „Caribbean Voices“, um bekannt zu werden und ihre Werke zu veröffentlichen. Durch ihre Entscheidung, sich im Vereinigten Königreich niederzulassen, verhalfen diese Schriftsteller der karibischen Literatur erstmals zu internationalem Ansehen und etablierten die karibische Literatur in bedeutender Weise in der englischen Literatur.
Thema dieser Literatur waren zunächst die Schwierigkeiten, mit denen diese neuen Einwanderer in Großbritannien konfrontiert wurden. Dieses Thema wird insbesondere in einem Roman von George Lamming aus dem Jahr 1954 (The Emigrants, in deutsch unter dem Titel Mit dem Golfstrom erschienen) behandelt, in dem er das tägliche Leben der Einwanderer von der Insel Barbados und ihre Schwierigkeiten bei der Integration in das britische Leben nachzeichnet. Mitte der 1980er Jahre entstand eine neue, radikalere Welle von Literatur und Poesie über die Erfahrungen der Afro-Karibik in Großbritannien, gefördert durch die Entstehung neuer Verlage wie Akira, Karia, Dangaroo und Karnak House.
1984 gewann der Dichter Fred D'Aguiar den renommierten T. S. Eliot Prize und 1994 den Whitbread Prize für den besten Debütroman für sein Werk The Longest Memory. Linton Kwesi Johnsons gesellschaftspolitische Reime, Verse und Texte im Dub-Rhythmus gaben der britischen afrokaribischen Community ein Gemeinschaftsgefühl. Ein anderer Dub-Poet, Benjamin Zephaniah, der in Birmingham als Kind jamaikanischer Eltern geboren wurde, wurde nach einer Gefängnisstrafe ein bekannter Schriftsteller und eine Persönlichkeit des öffentlichen Lebens in Großbritannien. Im Jahr 2003 lehnte er den Orden des Britischen Empire ab, da er ihn an „Tausende Jahre der Brutalität“ erinnere und daran, „wie unsere Mütter vergewaltigt und unsere Vorfahren brutal misshandelt wurden.“
Im Jahr 2004 gewann Andrea Levys Roman „Small Island“ den Orange Prize for Fiction, einen der renommiertesten Literaturpreise Großbritanniens. Dieses Kunststück wurde 2006 mit Zadie Smiths Roman „On Beauty“ wiederholt. Adrea Levy, in London als Kind jamaikanischer Eltern geboren, ist Autorin von vier Romanen, die sich jeweils – auf unterschiedliche Weise – mit den Problemen schwarzer Kinder befassen, mit denen in England geborene Kinder jamaikanischer Einwanderer konfrontiert sind. Zadie Smiths literarischer Debüterfolg „White Teeth“, deutsch unter dem Titel Zähne zeigen erschienen, (Gewinner des Guardian- und Whitebread-Award für den besten Debütroman) ist ein Porträt des modernen multikulturellen London aus der Sicht einer Frau mit einem englischen Vater und einer jamaikanischen Mutter. Das Vereinigte Königreich ist, wenn auch in geringerem Maße, reich an afrokaribischer Trivialliteratur. Eines der bekanntesten Beispiele hierfür ist wohl „Yardie“, ein Thriller von Victor Headley aus dem Jahr 1992 über einen jamaikanischen Drogendealer, der Kokain von Jamaika nach London liefert.

## Afrokariben im britischen Sport

### Leichtathletik
Die ersten olympischen Medaillen im Sprint gewann Harry Edward, ein Brite guyanischer Abstammung, bei den Olympischen Sommerspielen 1920 in Antwerpen. Jahre später gewann der in St. Andrews, Jamaika, geborene Sprinter Linford Christie 23 Meisterschaftsmedaillen, mehr als jeder andere britische Athlet bis dahin. Der Höhepunkt von Christies Karriere war seine Goldmedaille im 100-Meter-Lauf bei den Olympischen Spielen 1992 in Barcelona. Der in Jamaika geborene Waliser Colin Jackson ist einer der erfolgreichsten 110-Meter-Hürdenläufer der Geschichte. Er gewann zwei Weltmeistertitel und vier Europameistertitel, wurde außerdem mehrmals Vizemeister und hielt elf Jahre lang den Weltrekord mit einer Zeit von 12,91 Sekunden, die er bei den Leichtathletik-Weltmeisterschaften 1993 in Stuttgart aufstellte.
Tessa Sanderson, Tochter jamaikanischer Eltern, war bei den Olympischen Spielen 1984 in Los Angeles die erste britische Afro-Karibin, die eine olympische Goldmedaille im Speerwurf gewann. Denise Lewis, jamaikanischer Abstammung, gewann bei den Olympischen Spielen 2000 in Sydney die Goldmedaille im Siebenkampf, einer Disziplin, bei der dreizehn der achtzehn Teilnehmerinnen des Endkampfs jamaikanischer Abstammung waren. Vier Jahre später gelang Kelly Holmes, der Tochter eines jamaikanischen Mechanikers, bei den Olympischen Spielen in Athen das Kunststück, sowohl über 800 als auch über 1500 Meter Gold zu gewinnen. Bei denselben Spielen besiegte die britische 4x100-Meter-Mannschaft, bestehend aus Marlon Devonish, Darren Campbell, Mark Lewis-Francis und Jason Gardener, allesamt jamaikanischer Abstammung, das favorisierte amerikanische Team und gewann olympisches Gold.

### Cricket

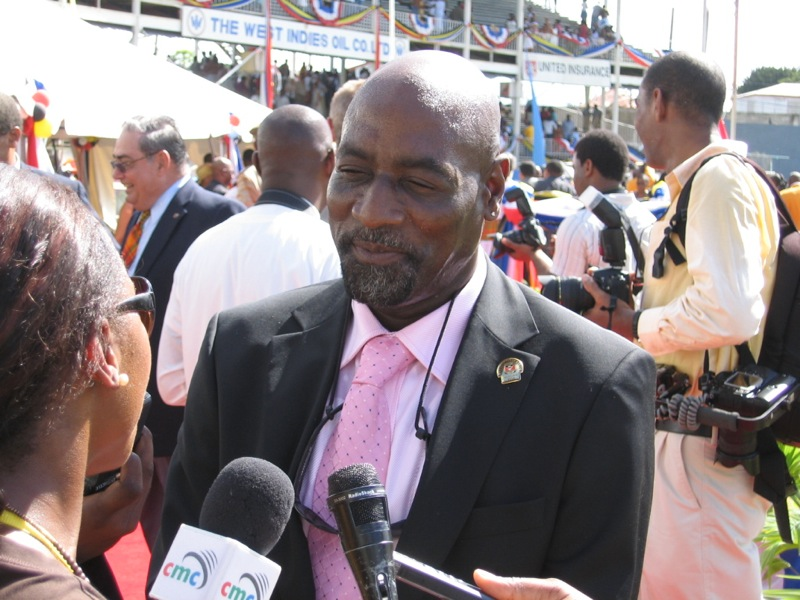
Viv Richards

Mit seinen schwarzen und asiatischen Stars ist Cricket in Großbritannien weitaus repräsentativer für die multiethnische Gesellschaft Großbritanniens als Fußball oder Rugby. Cricket war für Afrokariben in Britisch-Westindien und im Vereinigten Königreich ein beliebter Sport, seine Popularität hat jedoch seit den 1980er Jahren abgenommen. Nach der Zeit der Masseneinwanderung von Afrokariben nach England waren sportliche Begegnungen mit der Cricket-Nationalmannschaft der West Indies ein Kennzeichen der kulturellen Bestätigung der Afrokaribik im britischen Sport, was besonders bei den Spielen im Oval-Stadion im Süden Londons sichtbar wurde.
Viele Spieler der westindischen Cricket-Nationalmannschaft haben sich zu prominenten Persönlichkeiten im First-Class Cricket entwickelt, darunter Garfield Sobers, Vivian Richards und Michael Holding. Auch Cricketspieler karibischer Herkunft haben das Spiel selbst maßgeblich beeinflusst. In den 1980er und 1990er Jahren vertraten Spieler wie Gladstone Small (geboren in Barbados), Devon Malcolm (geboren in Jamaika) und Phillip DeFreitas (geboren in Dominica) England international und brachten der Mannschaft bedeutende Ergebnisse.